# -trón
La terminación -trón, en idioma español, y en otras lenguas, deriva del griego -τρον, que significa «herramienta», «instrumento» o «lugar». Se usa en ciertas palabras como una suerte de sufijoide y se refieren en general a dos familias de cosas, partículas elementales y aparatos relacionados con ellas:
- partículas subatómicas:

- electrón, derivado del griego clásico ἤλεκτρον, ámbar,
- neutrón,
- antineutrón.

- aceleradores de partículas:

- ciclotrón («herramienta de ciclos»), es un tipo de acelerador de partículas que hace uso de la aceleración múltiple de los iones hasta alcanzar elevadas velocidades sin el empleo de altos voltajes. El primero fue desarrollado por Ernest Orlando Lawrence en 1929 en la Universidad de California y alcanzaba 1.0 MeV;

- betatrón («herramienta de [partículas] beta»), un acelerador de partículas para acelerar electrones desarrollado por Donald Kerst en la Universidad de Illinois en 1940 (hasta los 300 MeV).

- sincrociclotrón, una versión mejorada del ciclotrón o «ciclotrón sincronizado». En Berkeley, California (E.U.A.), en el año 1948 se instaló el primero que aceleraba partículas α hasta un energía de 400 MeV.

- sincrotrón, un tipo de acelerador de partículas que acelera protones, siendo el primero construido en el Brookhaven National Laboratory (Nueva York), que comenzó a operar en 1952, alcanzando una energía de 3 GeV.

- cosmotrón, en 1953 en el Brookhaven National Laboratory, 3.3 GeV.

- bevatrón (del inglés:  Billions of eV Synchrotron), un sincrotrón de focalización débil del Lawrence Berkeley National Laboratory que comenzó a operar en 1954.

- tevatrón, el acelerador de partículas circular del Fermilab ubicado en Batavia, Illinois (Estados Unidos). Es un sincrotrón que acelera protones y antiprotones en un anillo de 6,3 km de circunferencia hasta energías de casi 1 TeV, de donde proviene su nombre. Fue completado en 1983.

- zevatrón, hipotéticos aceleradores capaces de alcanzar 1 ZeV (1021 eV), que podrían existir en ciertas estrellas.

- otras máquinas:

- calutrón («instrumento de calorías») es un espectrómetro de masa usado para separar los isótopos del uranio, desarrollado por Ernest Lawrence durante el Proyecto Manhattan, similar al ciclotrón inventado por el mismo Lawrence.

- magnetrón («herramienta magnética»), un dispositivo que transforma la energía eléctrica en energía electromagnética en forma de microonda, desarrollado en 1939 con el fin de alimentar al radar.

- Datos: Q5649509